# Alcantara, Romblon

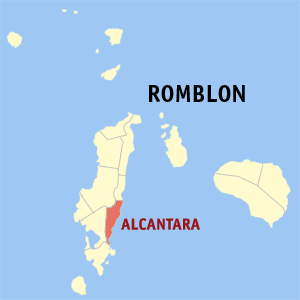
Bản đồ Romblon với vị trí của Alcantara

Alcantara là một đô thị hạng 5 ở tỉnh Romblon, Philippines. Theo điều tra dân số năm 2000, đô thị này có dân số 14.144 người trong 2.905 hộ.

## Barangay
Alcantara được chia thành 12 barangay.
- Bonlao
- Calagonsao
- Camili
- Comod-om
- Madalag
- Poblacion
- San Isidro
- Tugdan
- Bagsik
- Gui-ob
- Lawan
- San Roque